# Galeb (rivista)
Galeb (Il gabbiano) è un giornale per l'infanzia pubblicato a Cividale del Friuli in lingua slovena. Segue l'andamento dell'anno scolastico e viene quindi pubblicato mensilmente per 9 o 10 numeri all'anno, con pausa durante l'estate.
Iniziò ad uscire nell'anno scolastico 1954/55, per gli alunni delle scuole elementari e medie con lingua d'insegnamento slovena delle provincie di Trieste e di Gorizia, quando le riviste per l'infazia in lingua slovena non erano molto diffuse.
Venne diretta inizialmente dall'insegnante, giornalista e scrittrice Mara Samsa, chiamata anche la "madre di Galeb", essendo stata tra i promotori e i fondatori della rivista, di cui però fu direttrice solo per un breve periodo, per problemi di salute. Dopo la sua morte la rivista venne diretta per 14 anni da Milan Jereb, successivamente da Ivan Grbec, Albin Bubnič, poi per 26 anni da Lojze Abram e per quasi venti da Majda Železnik.
Sulle sue pagine hanno collaborato gli illustratori Robert Hlavaty, Milko Bambič, Bogdan Grom, Avgust Černigoj, Božo Kos, Klavdij Palčič e gli scrittori e poeti Alojz Gradnik, Albert Širok, Miroslav Košuta.
Importanti rubriche della rivista sono quelle dedicate alle collaborazioni dei piccoli lettori, alcuni dei quali negli anni successivi si sono distinti nei campi della letteratura, dell'arte, della politica, come Igor Tuta, Stojan Spetič, Alenka Rebula, Majda Artač, Boris Pangerc, Lucija Barej.
Suo supplemento annuale è il Galebov šolski dnevnik (Il diario scolastico del Galeb).
Negli anni Duemila è iniziata ad essere pubblicata dalla rivista anche una serie di libri dedicati all'infanzia (Galebova knjižnica), che conta più di 50 titoli, tra cui Kriško kraške, scritto da Miroslav Košuta e illustrato da Klavdij Palčič, che nel 2008 ricevette il premio dell'Unione internazionale per la letteratura per l'infanzia.